# Mirandeščina
Mirandeščina ali mirandščina (mirandeško mirandes) je romanski jezik iz skupine iberoromanskih jezikov, in sicer asturijsko-leonske podskupine, kamor spadata še asturijščina in leonščina. Mirandeško govorijo na skrajnem severozahodu Portugalske v pokrajini Terra de Miranda, in sicer v krajih Miranda de Duoro, Mogaduoro in Vimioso, ki imajo skupaj okoli 24.000 prebivalcev. Od tega naj bi jih jezik govorilo okoli 15.000.
1. ↑  Ethnologue 23, p. 369-370.
2. ↑  »Mirandês "está numa situação muito crítica" e pode desaparecer«. Diário de Notícias. Pridobljeno 21. junija 2024.
3. ↑  Predloga:E18
4. ↑  »Mirandese in Portugal | UNESCO WAL«. Arhivirano iz prvotnega spletišča dne 6. decembra 2024. Pridobljeno 25. oktobra 2024.